# رجل حول المدينة (فلم 2006)
رجل حول المدينة (بالإنجليزية: Man About Town) هو فيلم دراما كوميدية أمريكي تم إصداره عام 2006 وفي 13 فبراير 2007 مباشرةً إلى الدي في دي في الولايات المتحدة. الفيلم من إنتاج صن لايت للإنتاج، ومن كتابة وإخراج مايك بيندر، ومن بطولة بن أفليك، وريبيكا رومين، وجون كليز، وباي لينغ، وجيري أوكونيل.

## وصلات خارجية
- مقالات تستعمل روابط فنية بلا صلة مع ويكي بيانات